# Deserto de Yp
O Deserto de Yp é um deserto e uma ecorregião dentro dos Desertos e Plantas Xenófitas no Condado de Owyhee em Idaho e Condado de Elko em Nevada, no norte dos EUA.
O Deserto de Yp estende-se dentro das fronteiras do Deserto de Owyhee.